# Сан-Бартоломео-Валь-Каварнья
Сан-Бартоломео-Валь-Каварнья (итал. San Bartolomeo Val Cavargna) — коммуна в Италии, располагается в регионе Ломбардия, в провинции Комо.
Население составляет 1120 человек (2008 г.), плотность населения составляет 102 чел./км². Занимает площадь 11 км². Почтовый индекс — 22010. Телефонный код — 0344.
Покровителем коммуны почитается святой апостол Варфоломей, празднование 24 августа.

## Демография
Динамика населения:

## Администрация коммуны
- Официальный сайт: